# أبطال بسطاء
أبطال بسطاء (باليابانية: ちいさな英雄－カニとタマゴと透明人間) هو فيلم أنمي ياباني من إنتاج ستديو بونوك. عرض في اليابان بتاريخ 24 آب 2018.

## القصة
يتألف فيلم “أبطال بسطاء” من ثلاثة قصص قصيرة مختلفة وسيعمل عليها ثلاثة مخرجون مختلفون وهي كالآتي:
- القصة الأولى بعنوان “كاني وكانينو” سيقوم بإخراجها هيروماسا يونيبايشي، وستكون مدتها 15 دقيقة، وهي قصة مغامرة خيالية تتحدث عن أخوين من السلطونات.
- القصة الثانية بعنوان “الحياة لن تخسر (بيضة الساموراي)” سيقوم بإخراجها يوشيوكي موموسي، وستكون مدتها 15 دقيقة، وهي قصة “دراما إنسانية” تظهر الحب بين الأم والولد.
- القصة الثالثة بعنوان “الرجل الخفي” سيقوم بإخراجها أكيهيكو ياماشيتا، وستكون مدتها 14 دقيقة، وهي قصة “إثارة” تركز على كفاح رجل وحيد خفي.

## روابط خارجية
- أبطال بسطاء على موقع IMDb (الإنجليزية)
- أبطال بسطاء على موقع روتن توميتوز (الإنجليزية)
- أبطال بسطاء على موقع نتفليكس (الإنجليزية)
- أبطال بسطاء على موقع فيلمافينيتي (الإسبانية)
- أبطال بسطاء على موقع قاعدة بيانات الفيلم (الإنجليزية)
- أبطال بسطاء على موقع ليتربوكسد (الإنجليزية)
- أبطال بسطاء على موقع كينوبويسك (الروسية)
- أبطال بسطاء على موقع ANN anime (الإنجليزية)